# 10 d'abril
El 10 d'abril és el centè dia de l'any del calendari gregorià i el cent unè en els anys de traspàs. Queden 265 dies per a finalitzar l'any.

## Esdeveniments
Països Catalans
- 1834: Als inicis de la Primera Guerra Carlina, un intent del general carlí Manuel Carnicer d'enllaçar amb els carlins de la Catalunya Nova fracassà a Maials, on els caps liberals Josep Carratalà i Manuel Bretón obtingueren una victòria rotunda en la denominada acció de Maials.
- 1965, Girona: Es funda el setmanari Presència, al principi gairebé tot en castellà, suplement de diversos diaris dels PPCC.[1]
- 1977, Barcelona: Obre el Saló Diana, un espai teatral que van dirigir Mario Gas i els actors Carlos Lucena i Albert Dueso.[2]
- 1980: S'obre la sessió constitutiva de la primera legislatura de la Catalunya autonòmica després de la dictadura franquista.
- 2010 - Lleida: Inauguració del Pont de Príncep de Viana, sobre el riu Segre, obra de l'enginyer navarrès Javier Manterola.
- 2011: Se celebra la consulta popular sobre la independència de Catalunya a Barcelona, concloent més d'un any i mig de consultes en tot el territori.

Resta del món
- 879: Lluís III esdevé rei dels Francs.[3]
- 1814, Tolosa de Llenguadoc, Primer Imperi de França: Batalla de Tolosa, entre les tropes de la coalició anglo-hispano-portuguesa comandada pel marquès de Wellington i les tropes napoleòniques del mariscal Soult.[4]
- 1865, Madrid: repressió d'una manifestació estudiantil, coneguda com la nit de Sant Daniel.
- 1912, Southampton: El Titanic salpa cap a Nova York.
- 1970, Anglaterra: Paul McCartney anuncia que no gravarà més amb els Beatles.
- 1981, Belfast, illa d'Irlanda: Bobby Sands és elegit parlamentari de Westminster per Fermanagh i South Tyrone amb 30.492 vots, en contra del candidat del Partit Unionista de l'Ulster, Harry West, que en va obtenir 29.046. Sands era el líder de la Vaga de fam del 1981 a Irlanda del Nord i moriria 35 dies després de l'elecció.
- 1998, Belfast, illa d'Irlanda: Les forces polítiques d'Irlanda del Nord i els governs britànic i irlandès signen el "Good Friday Agreement" (l'Acord de Divendres Sant) que posa fi al Conflicte d'Irlanda del Nord després de prop de 40 anys.[5]
- 2003, Kirkuk, Kurdistan: la ciutat cau en mans de la guerrilla kurda i de l'exèrcit dels Estats Units, guerra de l'Iraq.
- 2006, França: El president Jacques Chirac i el primer ministre Dominique de Villepin retiren la proposta de Llei del Contracte de Primer Treball, a causa del grau de protestes que va provocar, especialment el dia 28 de març, en què es calcula que almenys 1 milió de treballadors, estudiants i aturats van prendre els carrers.
- 2010: Accident del Tu-154 de la Força Aèria de Polònia, durant la maniobra d'aterratge a la base aèria de Smolensk s'estavellà l'avió que transportava el president polonès Lech Kaczyński i bona part de l'elit política polonesa.
- 2016: Kollam (Índia): Una explosió provoca la mort de més de 100 persones en el marc d'una festivitat hindú.

## Naixements
Països Catalans
- 1763 - Cervera, diòcesi de Solsona: Benet Maria Moixó i de Francolí, monjo benet que arribà ser arquebisbe de Charca, Amèrica del Sud (m. 1816).[6]
- 1816 - Tortosa: Jaume Tió i Noé, poeta, dramaturg i publicista tortosí (m. 1844).[7]
- 1851 - Barcelona: Pauleta Pàmies, cèlebre ballarina de dansa clàssica i de dansa espanyola (m. 1937).[8]
- 1900 - Saragossa: Mercè Serós, cupletista catalana (m. 1970).[9]
- 1905 - Benissanet: Cinta Font Margalef, llevadora, practicant, docent i funcionària de la Generalitat, exiliada a França i Mèxic.[10]
- 1920 - Barcelona: Maria de Ávila, ballarina, coreògrafa i directora de grans companyies de ballet clàssic i neoclàssic (2014).[11]
- 1924 - Barcelona: Isabel de Pomés, actriu catalana molt popular al cinema espanyol dels anys quaranta (m. 2007).[12]
- 1939 - Massamagrell: Àngels López Artiga, compositora, cantant, pianista i pedagoga valenciana.[13]
- 1947 - Anna Perry –després Anna Ferrer–, cooperant britànica establerta a Anantapur, presidenta de la Fundació Vicente Ferrer.[14]
- 1958 - Barcelona: Carmen Castro, llicenciada en Medicina, geriatra i política balear, ha estat diputada al Parlament de les Illes Balears.[15]
- 1963 - Isona: Maria Rosa Amorós i Capdevila, mestra i política catalana. Ha estat diputada, delegada territorial del Govern, alcaldessa i regidora.[16]
- 1965 - Villena: Vicenta Tortosa Urrea, sociòloga, politòloga i política valenciana, que fou alcaldessa de Villena i diputada al Congrés.[17]
- 1971 - Mataró, Maresme: Sílvia Abril Fernández, actriu catalana.[18]
- 1983 - Vic, Osona: Marta Pascal i Capdevila, política, historiadora i politòloga catalana.[19]

Resta del món
- 1583 - Delft, Províncies Unides: Hugo Grotius, jurista, filòsof, escriptor i poeta holandès (m. 1645).[20]
- 1838 - Alhama de Almería, Espanya: Nicolás Salmerón Alonso, president de la Primera República Espanyola i del Consell de Ministres.
- 1847 - Makó, Hongria: Joseph Pulitzer, editor i periodista hongarès (m. 1911).[21]
- 1848 - Tilly, Sant Prist de Murat: Hubertine Auclert, militant feminista francesa (m.1914).[22]
- 1868 - Londres, Anglaterra: George Arliss, actor britànic (m. 1946).[23]
- 1871 - Parikkala, Carèlia Meridional: Bertha Enwald, arquitecta i professora de dibuix finlandesa (m. 1957).[24]
- 1880 - Boston, Connecticut,(EUA): Frances Perkins, sociòloga i política estatunidenca (m. 1965).[25]
- 1883 - Limpias, Cantàbria: Pura Maortua, directora teatral espanyola del segle xx (m. 1972).[26]
- 1887 - Buenos Aires, Argentina: Bernardo Alberto Houssay, farmacèutic i metge argentí, Premi Nobel de Medicina o Fisiologia de 1947 (m. 1971).[27]
- 1917 - Boston, Massachusetts (EUA): Robert Burns Woodward, químic, Premi Nobel de Química de l'any 1965 (m. 1979).[28]
- 1921 - Plouvien: Anna-Vari Arzur, activista cultural bretona (m. 2009).[29]
- 1927 - Nova York (EUA): Marshall Warren Nirenberg, bioquímic i genetista estatunidenc, Premi Nobel de Medicina o Fisiologia de l'any 1968 (m. 2010).[30]
- 1929 - 
  - Lund, Suècia: Max von Sydow, actor suec.
  - Pessac, Gironde: Yvette Roudy, política francesa; ha estat diputada, Ministra dels Drets de la dona i alcaldessa.[31]
- 1930 - Dawson, Nou Mèxic: Dolores Huerta, cofundadora del sindicat nord-americà United Farm Workers of America (UFW).
- 1932 - Alexandria (Egipte): Omar Sharif, actor egipci (m. 2015).[32]
- 1937 - Moscou: Bel·la Akhmadúlina, una dels grans poetes russes del segle xx (m. 2010).[33]
- 1954 - Dallas, Texas, Estats Units: Peter MacNicol, actor i director de cinema estatunidenc.
- 1979 - Washington: Rachel Corrie, activista propalestina que morí esclafada per una excavadora (m. 2003).[34]

## Necrològiques
Països Catalans
- 1902 - Barcelona: Bartomeu Robert, més conegut com a Dr. Robert, metge i polític català (n. 1842).[35]
- 1998 - Barcelona: Núria Viñas Panadès, pilot d'automobilisme catalana.[36]
- 2013 - Barcelona: Montserrat Albet i Vila, musicòloga i pianista catalana (n. 1927).[37]
- 2023 - Figueres: Víctor Jou i Andreu, empresari i promotor musical català (n. 1939).

Resta del món
- 1008, Lieja, Principat de Lieja: Notger, primer príncep-bisbe.
- 1585, Roma, Estats Pontificis: Gregori XIII, 226è papa (n. 1502).[38]
- 1612, Istanbul Sun Allah xaikh al-Islam de l'Imperi Otomà.
- 1741, Hackney: Celia Fiennes, viatgera anglesa (n. 1662).[39]
- 1760: Jean Lebeuf, historiador, músic i erudit francès.
- 1919, Chinameca, Mèxic: General Emiliano Zapata, cau mort en una emboscada per ordre de Pablo González.(n. 1879)[25]
- 1931, Nova York, els EUA: Khalil Gibran, poeta i pintor d'origen àrab libanès establert als Estats Units, on va escriure en àrab i anglès (n. 1883).[40]
- 1938 - Savannah (Geòrgia): King Oliver, corneta i compositor de jazz nord-americà (m. 1881)
- 1965, Niça: Carolina Otero –La Bella Otero–, ballarina d'origen espanyol, famosa internacionalment a finals del s. XIX.[41]
- 1965, Chicago, Illinois, Estats Units: Linda Darnell, actriu estatunidenca.
- 1954, Lió, França: Auguste Lumière, químic, metge, industrial i inventor francès que col·laborà, amb el seu germà Louis Lumière, en la invenció del cinematògraf (n. 1862).[42]
- 1966, Combe Florey, Somerset, Regne Unit: Evelyn Waugh, escriptor anglès de novel·les, biografies i llibres de viatge (n. 1903).[43]
- 1979, Roma (Itàlia): Giovanni Rota Rinaldi, conegut com a Nino Rota, compositor italià especialment conegut per la seva feina com a compositor de música per a pel·lícules (n. 1911).[44]
- 1990, Viena: Margarete Adler, nedadora, saltadora i professora de gimnàstica austríaca jueva (n. 1896).
- 1993, Boksburg, Sud-àfrica: Chris Hani, polític, militar i activista anti-apartheid és assassinat a la porta de casa seva (n. 1942).[45]
- 1995:
  - Budapest: Annie Fischer, famosa pianista clàssica hongaresa (n. 1914).[46]
  - Qingpu, Jiangsu (Xina): Chen Yun, nascut amb el nom de Liao Chenyun,polític xinès (n. 1905).[47]
- 2004, Ciutat del Cap, Sud-àfrica: Marita Napier, una de les grans cantants d'òpera sud-africanes del segle xx (n. 1939)[48]
- 2010, 
  - Smolensk: Maria Kaczyńska, economista ecologista i feminista (n. 1942).[49]
  - Smolensk: Anna Walentynowicz, activista i sindicalista polonesa vinculada a la creació del sindicat Solidarność (n. 1929).[50]
- 2020, Barcelona: Maria Mercè Costa Paretas, arxivera catalana, directora de l'Arxiu de la Corona d'Aragó (n. 1923).[51]

## Festes i commemoracions
- Onomàstica: sants Ezequiel, profeta; sant Terenci de Pesaro, màrtir; Celeriana de Vic, màrtir (s. VIII); Fulbert de Chartres, bisbe; Macari l'Armeni, bisbe; Miquel dels Sants, trinitari; Maddalena de Canossa, verge i fundadora de les Filles de la Caritat Canossianes; beat Antonio Neyrot, màrtir dominic. Només a l'anglicanisme: Guillem d'Occam, frare.